# زيارت سلطان حميد (قلعة أصغر)
زيارت سلطان حميد (بالفارسية: زیارت سلطان حمید) هي قرية تقع في إيران في ناحية لاله زار.